# اوراوواتس
اوراوواتس (به صربی: Oraovac) یک منطقهٔ مسکونی در صربستان است که در پریژپولجه واقع شده‌است. اوراوواتس ۳۳۶ نفر جمعیت دارد.